# Guillermo d'Aubigny (rebelde)
Guillermo d'Aubigny (William d'Aubigny) o D'Aubeney o d'Albini, lord de Belvoir (muerto el 1 de mayo de 1236) fue un prominente miembro de las rebeliones de los barones contra el rey Juan de Inglaterra.

## Familia
D'Aubigny era hijo de William d'Aubigny de Belvoir y nieto de William d'Aubigny, y era heredero del terrateniente Robert de Todeni, por el Libro Domesday, que tenía muchas propiedades, posiblemente hasta los ochenta años. Entre ellos había uno en Leicestershire, donde construyó el castillo de Belvoir, que fue el hogar de la familia durante muchas generaciones. Fue gran sheriff de Warwickshire y Leicester y gran sheriff de Bedfordshire y Buckinghamshire en 1199.

## Acciones militares
D'Aubigny se mantuvo neutral en el comienzo de los problemas del reinado del rey Juan; solo se unió a los rebeldes después del éxito temprano en la toma de Londres, en 1215. Fue uno de los veinticinco fiadores o garantes de la Carta Magna. En la guerra que siguió el sellado de la carta, ocupó el castillo de Rochester con los demás barones, y fue encarcelado (y casi ahorcado) después de que Juan lo capturara en un memorable sitio de año y medio. Se convirtió en uno de los leales a la adhesión de Enrique III en octubre de 1216, y fue comandante en la segunda batalla de Lincoln, el 20 de mayo de 1217.

## Muerte
Murió el 1 de mayo de 1236, en Offington, Leicestershire, y fue enterrado en la abadía de Newstead Abbey con «su corazón bajo el muro opuesto al altar del castillo de Belvoir». Fue sucedido por su hijo, otro William d'Aubigny, que murió en 1247 con solo descendencia femenina. Una de ellas fue Isabel, una coheredera, que se casó con Robert de Ros.